# 八多神社
八多神社（はたじんじゃ）は兵庫県神戸市北区八多町下小名田にある神社。本殿は市指定有形文化財に指定されている。

## 祭神
主祭神は天照大神。

## 由緒
八多は古くは幡多と記され、秦氏の荘園であったと言われている。
用明天皇の頃、物部守屋がこの地を訪れた際に六甲の嶺の西北に杉桧の荘厳な森を見て、神霊を感じ土地の人に訪ねた処、「天照大神が此の森に鎮座され、神功皇后に付き添って三韓を親征し、帰途皇后は神占によってお祀りになられた。」と告げられ、天照大御神を主祭神として、物部守屋が社殿を建てたのがはじめとされている。
1909年（明治42年）5月に近隣の9つの神社を合祀した。

## 文化財
出典
- 名称：八多神社本殿
- 区分：市指定有形文化財
- 種類：建造物
- 年代：江戸時代後期

## 年間行事

### 春
- 3月第2土曜日：稲荷祭・餅撒き

### 夏
- 7月16日：夏祭本宮祭

### 秋
- 10月16日の前後どちらかの土曜日：例祭・神幸祭
- 11月中七五三

### 冬
- 12月30日：除夜祭・年越大祓
- 1月1日：鎮座地
- 1月第2日曜日：交通安全祈願祭
- 1月9日・10日・11日：八多えびす祭

### 毎月の御縁日
- 毎月16日：月次祭

## 周囲の交通
- 神戸電鉄三田線 田尾寺駅
- 神姫バス三田-三木線 宮ノ前バス停
- 県道38号線